# Chiffriermaschinen AG
Die Chiffriermaschinen Aktiengesellschaft (kurz: ChiMaAG) war ein von 1923 bis 1934 bestehendes deutsches Unternehmen, das die Schlüsselmaschine Enigma entwickelte. Ihre Nachfolgerin ab 1935 war die Chiffriermaschinen Gesellschaft Heimsoeth und Rinke (kurz: H&R), die bis Kriegsende 1945 existierte.

## ChiMaAG

Die Handelsmaschine (1923) war die erste in einer langen Modellreihe

Das Unternehmen wurde am 9. Juli 1923 in Berlin (W 35, Steglitzer Str. 2, heute Pohlstraße, 10785 Berlin-Mitte/Tiergarten) durch die bergrechtliche Gewerkschaft Securitas gegründet, die ihren Sitz unter derselben Adresse hatte. Als weitere Vorläuferin kann die Firma Scherbius & Ritter angesehen werden, die der deutsche Erfinder der Enigma, Arthur Scherbius (1878–1929), zusammen mit Ernst Richard Ritter 1920 gegründet hatte. Beide waren im Vorstand des neugegründeten Unternehmens, Scherbius 1927 und 1928, Ritter 1928 bis 1931.
Hauptzweck der ChiMaAG war die Weiterentwicklung, Fertigung und kommerzielle Vermarktung der 1918 erfundenen Chiffriermaschine (siehe auch: Enigma-Patente). Hier wurden die frühen Enigma-Modelle, wie die „Handelsmaschine“ (Bild), die „Schreibende Enigma“, die Enigma-A, Enigma-B, Enigma-C, Enigma-D und Enigma-H gefertigt. Laut Friedrich L. Bauer kam Willi Korn (1893–1972) im Jahr 1929 als ein wichtiger Mitarbeiter (Chefingenieur) zur ChiMaAG hinzu. Dessen Erfindung der Umkehrwalze für die Enigma datiert jedoch bereits vom 21. März 1926.
Der Name und die Rechtsform wurden, entsprechend dem Gesetz über die Umwandlung von Kapitalgesellschaften vom 5. Juli 1934, in „Chiffriermaschinen Gesellschaft Heimsoeth und Rinke oHG“ (kurz: H&R) geändert, die Entwicklung und Fertigung der Maschine fortgesetzt. Rudolf Heimsoeth und Elsbeth Rinke, die schon an der ChiMaAG beteiligt waren, leiteten das Unternehmen mit Sitz in der Uhlandstr. 136 in Berlin-Wilmersdorf.

## H&R
Unter der am 31. Juli 1935 neu gegründeten Firma „Chiffriermaschinen Gesellschaft Heimsoeth und Rinke oHG“, kurz „Heimsoeth & Rinke“ (H&R), wurde die Geschäftstätigkeit fortgesetzt. Aufgrund der Aufrüstung der Wehrmacht stiegen die Produktionszahlen nun stark an. Bis 1945 wurden etwa 40.000 Enigma-Maschinen hergestellt. Dies geschah während des Krieges nicht nur durch H&R selbst, sondern als Lizenzbau auch durch andere Werke, wie die Olympia Büromaschinenwerke AG in Erfurt, das Ertel-Werk in München und die Atlas Werke AG in Bremen. Das Hauptfertigungswerk für H&R war in dieser Zeit Konski & Krüger (K&K) in Berlin-Mitte, Chausseestraße 117. Der norwegische Historiker und Kryptologe Frode Weierud ermittelte im Jahr 2021 die Anzahl der an die Wehrmacht ausgelieferten Enigma-Maschinen mit Steckerbrett zu 35.616 Stück.
Ab 1940 trugen alle an die Wehrmacht gelieferten Ausrüstungsgegenstände wie Waffen, Munition, Sprengstoff, nachrichtentechnisches Gerät etc. auf dem Gehäuse bzw. Typenschild als Herkunftszeichen ein aus drei (ab Januar 1941) Kleinbuchstaben bestehendes codiertes Fertigungskennzeichen anstelle der Herstellerfirma, um den Kriegsgegnern Aufschlüsse über die Lieferanten bzw. Produktionsstätten zu verwehren und so Spionage und Sabotage zu erschweren bzw. zu verhindern. Im Fall von H&R war es das Fertigungskennzeichen jla. Im Mai 1945 stellte das Unternehmen seinen Betrieb ein.